# Todd Phillips

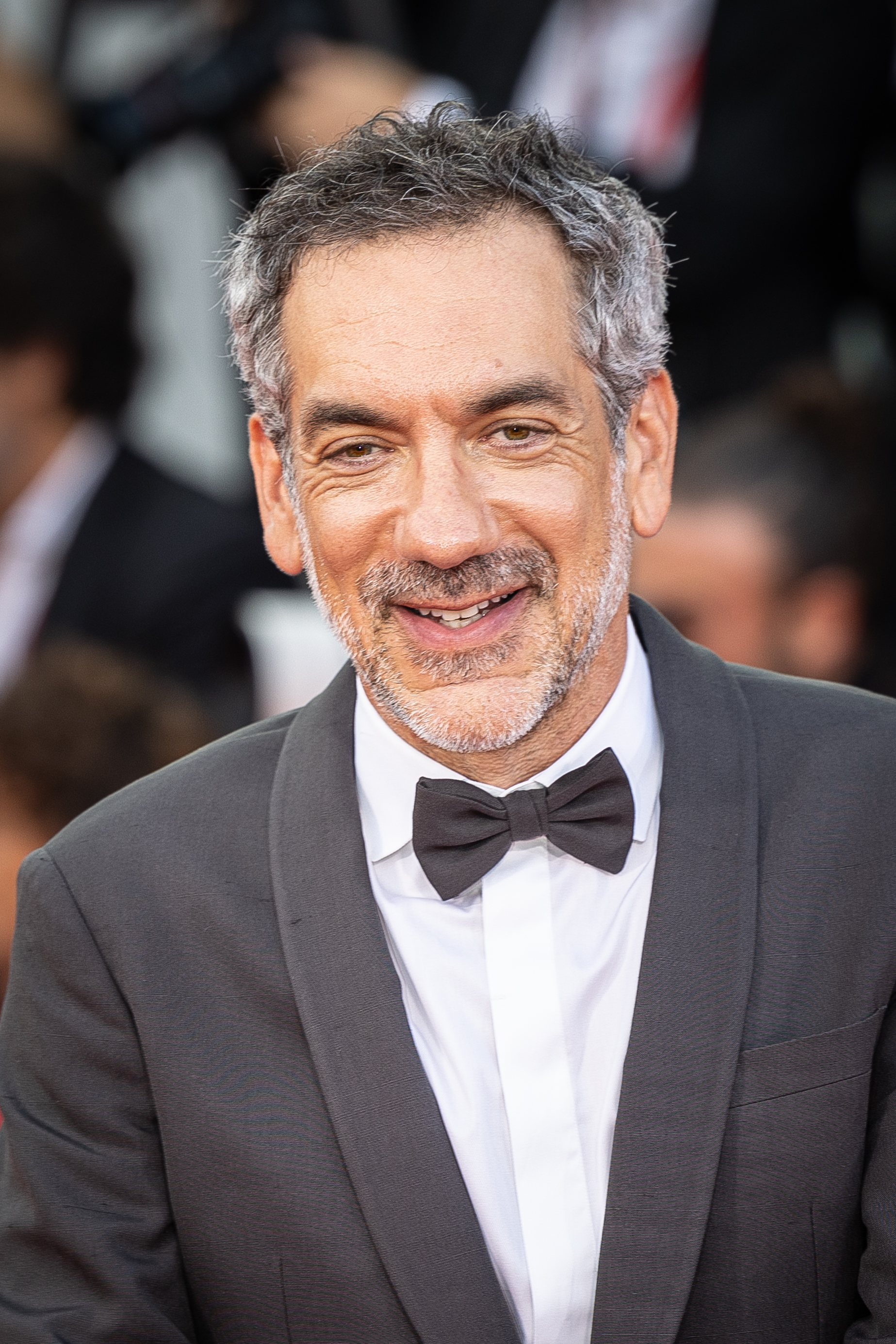
Todd Phillips (2024)

Todd Phillips, eigentlich Todd Bunzl, (* 20. Dezember 1970 in Brooklyn, New York City) ist ein US-amerikanischer Regisseur, Produzent und Drehbuchautor. Größere Bekanntheit erlangte er vor allem als Regisseur der Hangover-Trilogie sowie der Comicverfilmung Joker.

## Leben
Todd Phillips besuchte die NYU Film School, brach aber vor seinem Abschluss ab und begann als Dokumentarfilmer. Seine erste Regiearbeit Hated aus dem Jahr 1994 zeigte das Leben und den Tod des Punkrockers GG Allin. Später gründete er das New York Underground Film Festival, eine Plattform für Dokumentar- und Experimentalfilme. Nach zwei weiteren Dokumentarfilmen, Frat House (1998) über die dunklen Seiten des Studentenverbindungslebens und Bittersweet Motel (2000) über die Rockband Phish, wechselte er ins Comedy-Fach.
Seine erste Komödie Road Trip kam im Jahr 2000 ins Kino. Im Jahr 2003 folgte eine weitere Teenie-Komödie: Old School mit Luke Wilson, Will Ferrell und Vince Vaughn. Im Jahr 2004 kam Starsky & Hutch, der auf der 1970er-Jahre Fernsehserie Starsky & Hutch basiert, in die Kinos. Diesmal spielten Ben Stiller und Owen Wilson die Hauptrollen. Damit hat Phillips, abgesehen von Jack Black und Steve Carell, mit allen Kern-Mitgliedern des Frat Pack zusammengearbeitet. Bei allen drei Filmen war Phillips neben seiner Regiearbeit auch für das Drehbuch mitverantwortlich. Dies gilt auch für die erfolgreiche Hangover-Trilogie, die er zwischen 2009 und 2013 produzierte.
Im Jahr 2019 veröffentlichte er mit Joker einen Joker-Solofilm. Die Hauptrolle dabei spielt Joaquin Phoenix. Phillips gewann dafür den Goldenen Löwen des Filmfestivals von Venedig und wurde bei der Oscarverleihung 2020 für Regie und Drehbuch (gemeinsam mit Scott Silver) nominiert. Fünf Jahre später realisierte Phillips mit Joker: Folie à Deux (2024) ein Sequel, in dem Phoenix erneut an der Seite von Lady Gaga die Titelrolle bekleidete. Auch dieser Film wurde in den Hauptwettbewerb von Venedig eingeladen.
Phillips arbeitet seit mehreren Jahren regelmäßig mit dem Kameramann Lawrence Sher und dem Filmeditor Jeff Groth zusammen.
Neben seiner erfolgreichen Filmkarriere ist Phillips auch ein erfolgreicher Poker-Spieler. So schaffte er es 2005 an einen Final-Tisch bei der World Poker Tour und wurde am Ende Fünfter.

## Filmografie
Als Regisseur
- 1994: Hated (Hated: GG Allin and the Murder Junkies)
- 1998: Frat House
- 2000: Road Trip
- 2000: Bittersweet Motel
- 2003: Old School – Wir lassen absolut nichts anbrennen (Old School)
- 2004: Starsky & Hutch
- 2006: Der Date Profi (School for Scoundrels)
- 2009: Hangover (The Hangover)
- 2010: Stichtag (Due Date)
- 2011: Hangover 2 (The Hangover: Part II)
- 2013: Hangover 3 (The Hangover: Part III)
- 2016: War Dogs
- 2019: Joker
- 2024: Joker: Folie à Deux

Als Drehbuchautor
- 2000: Road Trip
- 2003: Old School – Wir lassen absolut nichts anbrennen (Old School)
- 2004: Starsky & Hutch
- 2006: Borat – Kulturelle Lernung von Amerika, um Benefiz für glorreiche Nation von Kasachstan zu machen (Borat: Cultural Learnings of America for Make Benefit Glorious Nation of Kazakhstan)
- 2006: Der Date Profi (School for Scoundrels)
- 2010: Stichtag (Due Date)
- 2011: Hangover 2 (The Hangover: Part II)
- 2013: Hangover 3 (The Hangover: Part III)
- 2016: War Dogs
- 2019: Joker
- 2024: Joker: Folie à Deux

Als Produzent
- 1994: Hated (Hated: GG Allin and the Murder Junkies)
- 1998: Frat House
- 2000: Bittersweet Motel
- 2003: Old School – Wir lassen absolut nichts anbrennen (Old School)
- 2006: Der Date Profi (School for Scoundrels)
- 2009: Hangover (The Hangover)
- 2010: Stichtag (Due Date)
- 2011: Hangover 2 (The Hangover: Part II)
- 2012: Project X
- 2013: Hangover 3 (The Hangover: Part III)
- 2016: War Dogs
- 2018: A Star Is Born
- 2019: Joker
- 2024: Joker: Folie à Deux

Als Darsteller
- 2000: Road Trip
- 2003: Old School – Wir lassen absolut nichts anbrennen (Old School)
- 2009: Hangover (The Hangover)
- 2010: Stichtag (Due Date)
- 2011: Hangover 2 (The Hangover: Part II)

## Stammcast
Todd Phillips neigt dazu, Schauspieler in mehreren seiner Filme einzusetzen; darin ähnelt er Regiekollegen Kevin Smith, Quentin Tarantino, Tim Burton, Wes Anderson und Christopher Nolan.
| Schauspieler/in     | Road Trip (2000) | Old School (2003) | Starsky & Hutch (2004) | Der Date Profi (2008) | Hangover (2009) | Stichtag (2010) | Hangover 2 (2011) | Project X (2012) | Hangover 3 (2013) | War Dogs (2016) |
| ------------------- | ---------------- | ----------------- | ---------------------- | --------------------- | --------------- | --------------- | ----------------- | ---------------- | ----------------- | --------------- |
| Amy Smart           | ja               | —                 | ja                     | —                     | —               | —               | —                 | —                | —                 | —               |
| Ben Stiller         | —                | —                 | ja                     | ja                    | —               | —               | —                 | —                | —                 | —               |
| Bryan Callen        | —                | ja                | —                      | —                     | ja              | —               | ja                | —                | —                 | —               |
| Bradley Cooper      | —                | —                 | —                      | —                     | ja              | —               | ja                | —                | ja                | ja              |
| Ed Helms            | —                | —                 | —                      | —                     | ja              | —               | ja                | —                | ja                | —               |
| Jernard Burks       | —                | —                 | ja                     | —                     | ja              | —               | —                 | —                | —                 | —               |
| Juliette Lewis      | —                | ja                | ja                     | ja                    | —               | ja              | —                 | —                | —                 | —               |
| Matt Walsh          | ja               | ja                | ja                     | ja                    | ja              | ja              | —                 | —                | —                 | —               |
| Nathalie Fay        | —                | ja                | —                      | —                     | ja              | ja              | —                 | —                | —                 | —               |
| Seann William Scott | ja               | ja                | —                      | —                     | —               | —               | —                 | —                | —                 | —               |
| Snoop Dogg          | —                | ja                | ja                     | —                     | —               | —               | —                 | —                | ja                | —               |
| The Dan Band        | —                | ja                | ja                     | —                     | ja              | —               | —                 | —                | —                 | —               |
| Vince Vaughn        | —                | ja                | ja                     | —                     | —               | —               | —                 | —                | —                 | —               |
| Will Ferrell        | —                | ja                | ja                     | —                     | —               | —               | —                 | —                | —                 | —               |
| Zach Galifianakis   | —                | —                 | —                      | —                     | ja              | ja              | ja                | —                | ja                | —               |
| Miles Teller        | —                | —                 | —                      | —                     | —               | —               | —                 | ja               | —                 | ja              |

## Auszeichnungen
Oscar
- 2007: Nominierung für das Beste adaptierte Drehbuch für Borat (Anthony Hines, Peter Baynham, Dan Mazer und Sacha Baron Cohen)
- 2020: Nominierung für den Besten Film für Joker (gemeinsam mit Bradley Cooper und Emma Tillinger Koskoff)
- 2020: Nominierung für die Beste Regie für Joker
- 2020: Nominierung für das Beste adaptierte Drehbuch für Joker (gemeinsam mit Scott Silver)

Goldene Himbeere
- 2025: Nominierung für den Schlechtesten Film für Joker: Folie à Deux (gemeinsam mit Joseph Garner und Emma Tillinger Koskoff)
- 2025: Nominierung für die Schlechteste Regie für Joker: Folie à Deux
- 2025: Nominierung für das Schlechtestes Drehbuch für Joker: Folie à Deux (gemeinsam mit Scott Silver)

Golden Globe Award
- 2010: Auszeichnung für die Beste Filmkomödie für Hangover
- 2020: Nominierung für das Beste Filmdrama für Joker
- 2020: Nominierung für die Beste Regie für Joker

British Academy Film Award
- 2020: Nominierung für den Besten Film für Joker (gemeinsam mit Bradley Cooper und Emma Tillinger Koskoff)
- 2020: Nominierung für die Beste Regie für Joker
- 2020: Nominierung für das Beste adaptiertes Drehbuch (gemeinsam mit Scott Silver)

weitere Auszeichnungen
- 1994: Lumiere Award des New Orleans Film Festivals für Hated
- 1998: Certificate of Merit bei dem San Francisco International Film Festival für Frat House
- 1998: Großer Preis der Jury des Sundance Film Festivals für Frat House
- 2019: Goldener Löwe des Filmfestivals von Venedig für Joker